# 買取再販
買取再販（かいとりさいはん）とは、ノウハウを有する宅地建物取引業者が中古住宅を買い取り、効率的・効果的にリフォームを行って住宅ストックの質の向上を図り、市場に提供する事業形態のことである。中古住宅流通・リフォーム市場の活性化の起爆剤となりうるとして、税制特例措置が講じられている。